# فلوران راسبنتينو
فلوران راسبنتينو (6 يونيو 1989 في فرنسا - ) (بالفرنسية: Florian Raspentino)‏ هو لاعب كرة قدم فرنسي في مركز الهجوم. لعب مع أولمبيك مارسيليا ونادي باستيا ونادي بريست ونادي ديجون ونادي كاين ونادي نانت وRCO Agde ‏ ومارينيان جينياك كوت بلو ‏.

## وصلات خارجية
- فلوران راسبنتينو على موقع رابطة كرة القدم الفرنسية للمحترفين (الإنجليزية)
- فلوران راسبنتينو على موقع قاعدة بيانات كرة القدم.إي يو (الإنجليزية)
- فلوران راسبنتينو على موقع ليكيب (الفرنسية)
- فلوران راسبنتينو على موقع Soccerway.com (الإنجليزية)
- فلوران راسبنتينو على موقع AS.com (الإسبانية)